# J-2 (moteur-fusée)
Pour les articles homonymes, voir J-2.
Le J-2 est un moteur-fusée qui propulsait les deuxième et troisième étages du lanceur géant Saturn V du Programme Apollo, ainsi que le deuxième étage du lanceur Saturn IB. Développé au début des années 1960 par la société américaine Rocketdyne, c'est le premier moteur cryogénique de cette puissance (103 tonnes de poussée) ayant recours à la combinaison particulièrement énergétique  Hydrogène liquide / Oxygène liquide (impulsion spécifique de 421 secondes). Développé pour placer en orbite des vaisseaux avec équipage, le J-2 est conçu pour être un engin particulièrement fiable. Sur le plan technique, il s'agit d'un moteur-fusée à ergols liquides, à flux dérivé alimenté par un générateur de gaz. Conçu pour permettre l'accomplissement des missions lunaires, il présente la particularité remarquable pour l'époque de pouvoir être rallumé en vol.
Le moteur-fusée J-2 est utilisé pour la première fois en 1965, mais est retiré du service après le dernier vol du programme Apollo en 1975. Différentes évolutions sont étudiées (J-2S, J-2T) mais n'entrent pas en production. Une version complètement refondue, le J-2X, est développée pour propulser l'étage supérieur des lanceurs Ares du programme Constellation. Lorsque celui-ci est abandonné, le moteur est proposé pour équiper le nouveau lanceur lourd de la NASA, le Space Launch System.

## Historique
Le développement du moteur J-2 est envisagé pour la première fois au printemps 1959. À l'époque, la NASA fait déjà  développer depuis plusieurs années le premier moteur-fusée à ergols liquides utilisant le mélange   particulièrement énergétique  Hydrogène liquide / Oxygène liquide. Il s'agit d'un moteur d'une dizaine de tonnes de poussée, le RL-10, qui doit propulser l'étage supérieur Centaur installé sur la fusée Atlas. Le recours à l'hydrogène, très délicat à utiliser, doit permettre de lancer des charges importantes sur des orbites hautes (satellites de télécommunication) ou dans le système solaire (sonde spatiale). Lorsque les projets de la fusée géante Saturn se concrétisent, fin 1959, la NASA décide d'utiliser l'hydrogène pour les moteurs des deuxième et troisième étages de cette dernière. Un appel d'offres pour la réalisation d'un moteur de 890 kNewtons de poussée est lancé auprès des industriels motoristes par l'agence spatiale américaine. Le 1er juin 1960, la société Rocketdyne est sélectionnée pour développer le nouveau moteur, baptisé J-2. Une clause particulièrement importante est ajoutée en septembre 1960, spécifiant que le moteur doit être conçu pour garantir une sécurité maximale pour les vols habités.
Les travaux débutent dans les installations de la société, situées à Los Angeles, qui accueillent également les lignes de fabrication des moteurs H-1 et F-1. Les tests sont réalisés dans des installations situées à proximité, dans les canyons du massif de Santa Susanna. Le développement est très rapide et un premier test est réalisé début 1962, soit seulement 18 mois après la signature du contrat. Pour effectuer des tests dans des conditions réalistes, une chambre à vide permettant de réaliser des mises à feu a été construite. Au cours de l'été 1962, les plans de la NASA se précisent : le moteur doit propulser l'étage S-IVB, utilisé comme second étage du lanceur Saturn IB et troisième étage de la fusée Saturn V. Cinq exemplaires du moteur doivent également être utilisés pour propulser le deuxième étage de la fusée géante. Le développement du moteur se poursuit pratiquement sans incident notable. Les ingénieurs rencontrent certes quelques difficultés pour mettre au point les injecteurs utilisés dans la chambre de combustion, mais ils finissent par adopter la solution mise en œuvre sur le RL-10, qui avait fait ses preuves. Le premier test de longue durée (410 secondes) a lieu en décembre 1963. Les tests qui se poursuivent jusqu'en janvier 1966 permettent de vérifier que le moteur respecte largement son cahier des charges : un moteur est rallumé 30 fois et fonctionne au total 2 774 secondes, alors qu'en vol il n'a besoin de fonctionner que 500 secondes et d'être rallumé une seule fois.

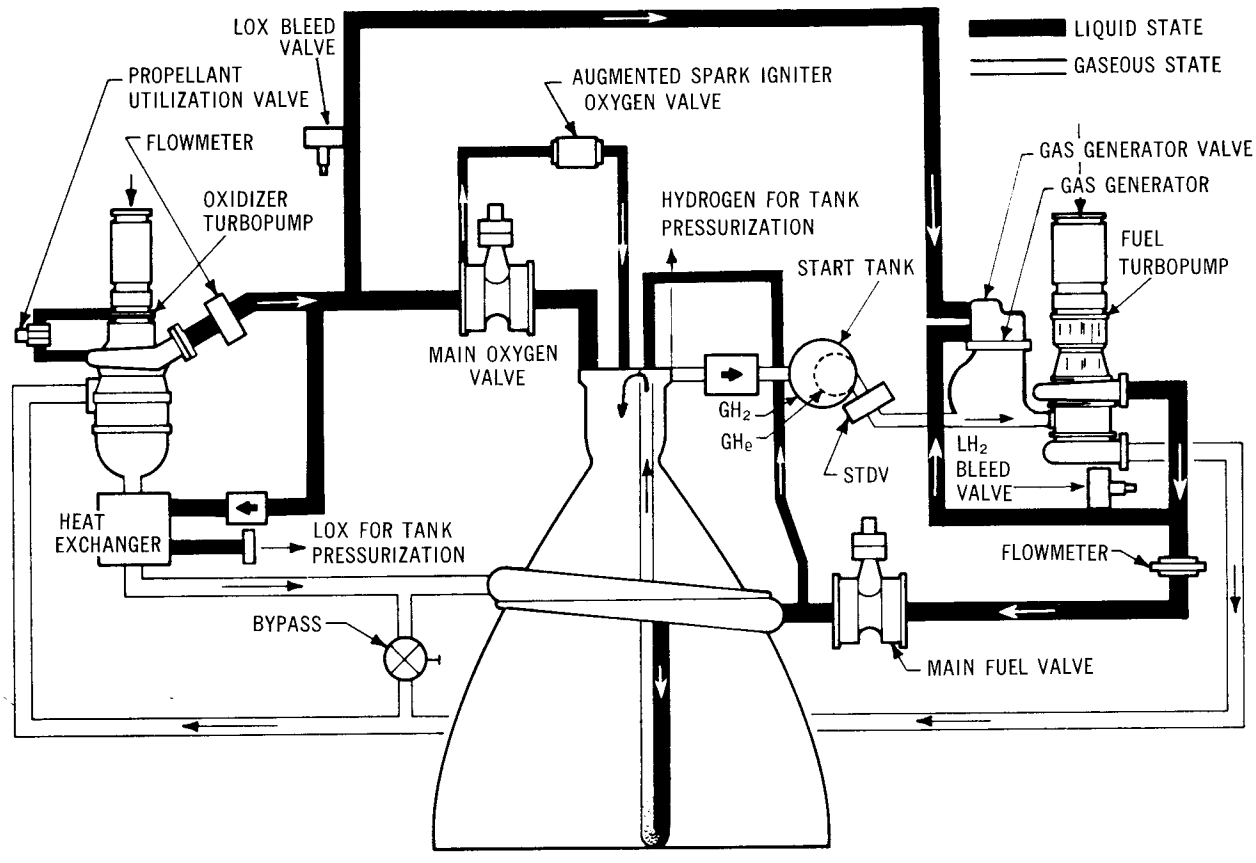
Schéma d'alimentation du J-2.

## Caractéristiques techniques
Le J-2 est un moteur-fusée à ergols liquides, à flux dérivé alimenté par un générateur de gaz et brûlant un mélange cryogénique d'hydrogène liquide / oxygène liquide. Conçu pour être utilisé sur les deux étages supérieurs de la fusée géante Saturn V, il est optimisé pour fonctionner dans le vide (rapport de section de la tuyère de 27,5). Il est rallumable, car la propulsion du troisième étage de la fusée Saturn V est utilisée en deux séquences distinctes pour injecter les vaisseaux Apollo sur leur trajectoire lunaire (manœuvre TLI : Trans Lunar Injection). Les moteurs sont montés sur un cardan, fixé au sommet de la chambre de combustion, et peuvent être inclinés grâce à des vérins. Sur l'étage S-II, le moteur central est fixe, l'orientation de la poussée est confiée aux quatre moteurs périphériques.

### Performances
Le J-2 a une poussée de 103 tonnes pour une masse de 1 788 kg. Il est haut de 3,4 m pour un diamètre de 2,1 m. La poussée peut être modulée en changeant le rapport de mélange entre oxygène et hydrogène ; la masse d'oxygène injectée peut ainsi représenter entre 4,5 et 5,5 fois celle de l'hydrogène. Sur la version du moteur la plus puissante (1 030 kN de poussée), cette modification se traduit par une augmentation de la poussée, qui passe de 827 kN à 1 030 kN (la poussée peut donc varier entre 80 et 100 % de la poussée nominale). L'impulsion spécifique décroit toutefois lorsque la poussée augmente, la vitesse des gaz expulsés passant de 4 260 m/s à 4 148 m/s. Cette capacité de moduler la poussée est utilisée uniquement sur le deuxième étage de la fusée Saturn V : lorsque cet étage est mis à feu, le plus important est d'obtenir une poussée maximale. Lorsque l'étage est largement allégé de ses ergols (297 secondes après la mise à feu), c'est le rendement maximal qui est recherché et la poussée est abaissée (le moteur central est par ailleurs éteint). Trois versions du moteur ont été successivement utilisées : la deuxième version résulte d'améliorations intervenues en cours de développement, tandis que la troisième version est liée à la commande d'un deuxième lot de moteurs plus puissants, passée par la NASA en juillet 1966. 155 moteurs ont été construits, toutes versions confondues.  Les principales caractéristiques des trois versions sont décrites dans le tableau ci-dessous.
| Version | Poussée nominale | Durée de fonctionnement6 | Impulsion spécifique (secondes) | Masse à sec | Rapport de section de la tuyère | Rapport de mélange |
| --- | ---------------- | ------------------------ | ------------------------------- | ----------- | ------------------------------- | ------------------ |
| SA 201-2031 | 889 kN           | 500 s                    | 418 s                           | 1 637 kg    | 27,5                            | 5                  |
| SA 204-2072 et SA 501-5033 | 1 000 kN         | 500 s                    | 419 s                           | 1 637 kg    | 27,5                            | 5,5                |
| SA 208 à S A210 4 et SA 504-50155 | 1 023 kN         | 500 s                    | 421 s                           | 1 642 kg    | 27,5                            | 5,5                |
| 1 trois premiers vols suborbitaux Saturn IB ; 2 Apollo 5, Apollo 7, Skylab 2 et Skylab 3 ; 3 Apollo 4, Apollo 6 et Apollo 8; 4 Skylab 4, ASTP, Apollo 9 à Apollo 17, Skylab; 6 pour les moteurs équipant la Saturn V |                  |                          |                                 |             |                                 |                    |

### Circuit d'alimentation et chambre à combustion
La mise sous pression de l'hydrogène et de l'oxygène est réalisée grâce à un générateur de gaz et deux turbopompes pour l'hydrogène et l'oxygène. La présence de deux turbopompes permet notamment de faire varier facilement le rapport de mélange, en jouant sur la vitesse de rotation de la turbopompe à oxygène (entre 6 000 et 8 800 tours par minute). La vitesse de rotation de la turbopompe à hydrogène, qui comprend 7 étages, est par contre constante, à 27 500 tours par minute. Les turbopompes sont mises en rotation par le gaz produit par le générateur de gaz, solidaire de la turbopompe à hydrogène. Les gaz produits sont d'abord injectés dans la turbine de la turbopompe à hydrogène, avant d'être récupérés et injectés dans la turbine de la turbopompe à oxygène. En sortie de cette turbine, ils sont réinjectés dans la chambre de combustion, permettant ainsi un petit gain de poussée,.
La chambre de combustion sert de support à tous les équipements auxiliaires du moteur. Sa paroi, ainsi que celle de la tuyère, est constituée par un assemblage de 180 tubes en acier inoxydable verticaux, dont les parois font 0,3 mm d'épaisseur et dans lesquels circule l'hydrogène liquide. Celui-ci est injecté à mi-hauteur de la tuyère dans les tubes qui descendent jusqu'à sa base avant de remonter jusqu'au sommet de la chambre de combustion. Durant ce processus, l'hydrogène se réchauffe, passant de −253 °C à +162 °C, ce qui le fait passer en phase gazeuse. Sa vitesse, qui était initialement de 18 m/s, atteint 300 m/s lorsqu'il achève le circuit. Il débouche alors dans la chambre de combustion par 360 injecteurs. Le circuit régénératif formé par la tuyauterie permet de maintenir les parois de la chambre de combustion et de la tuyère en dessous de leur température de fusion. le système d'injection comporte 600 injecteurs disposés en cercles concentriques, alternant des jets d'hydrogène et d'oxygène.     

Moteur J-2
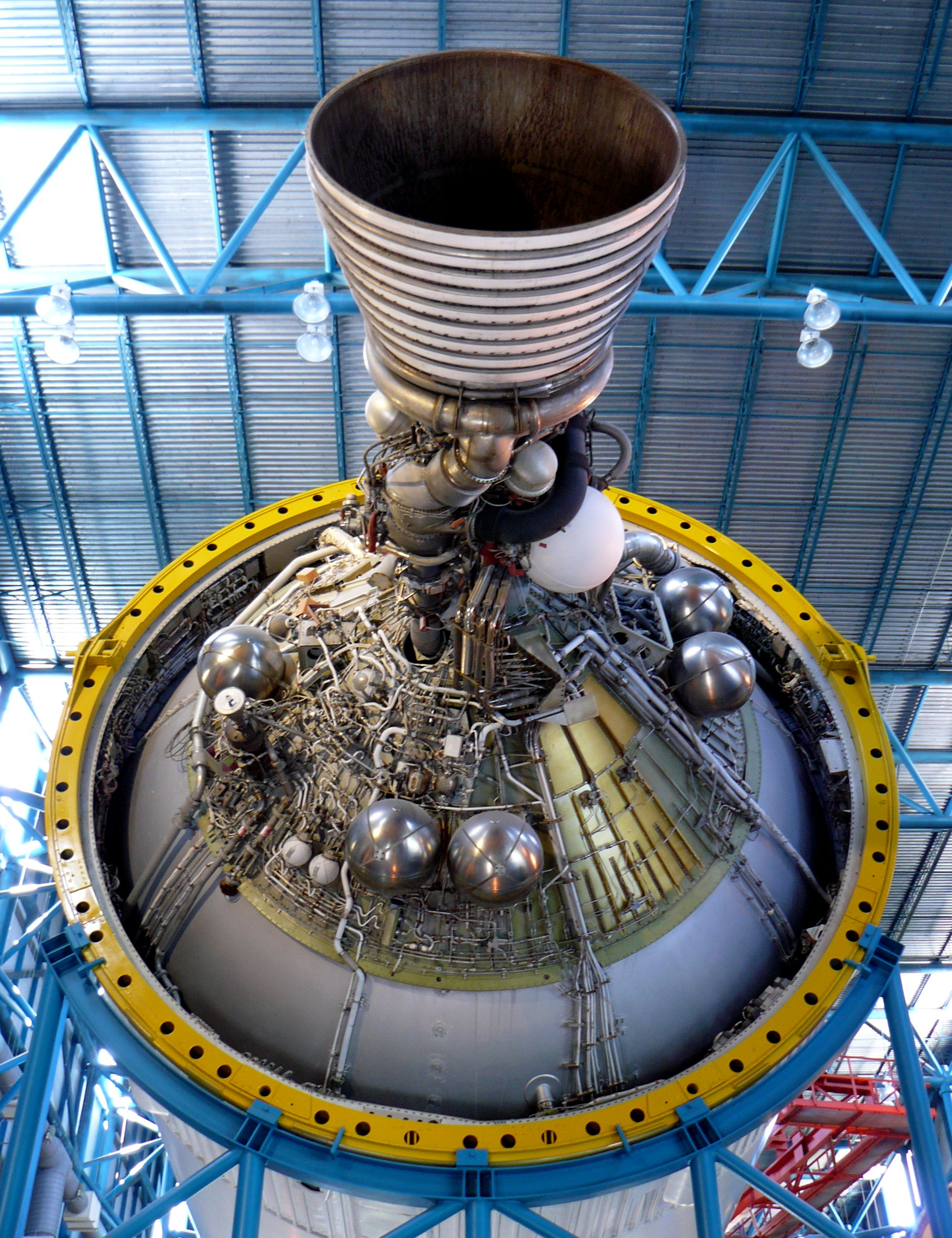
Moteur J2 du troisième étage S-IVB de la fusée Saturn V.
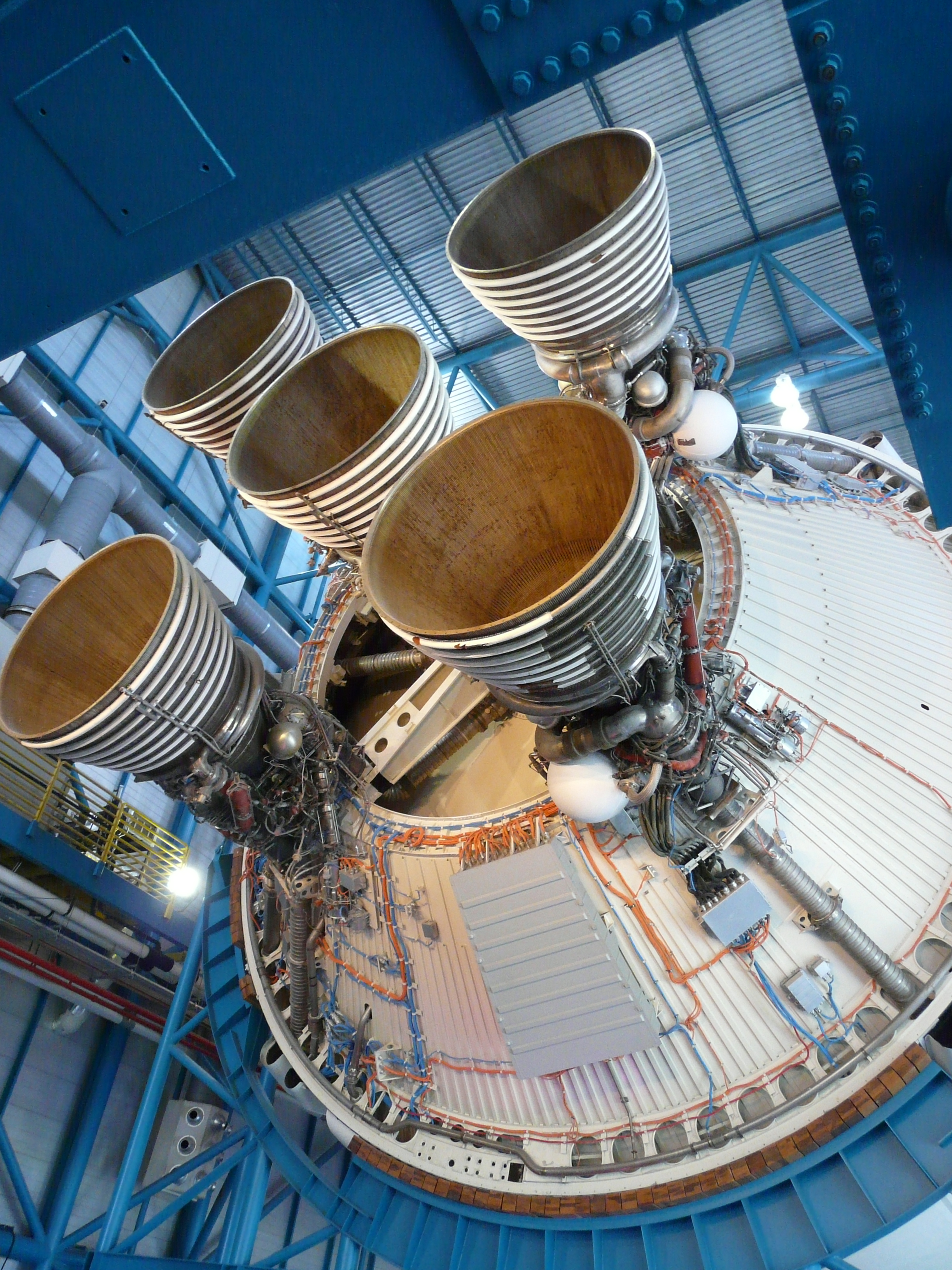
Les cinq J2 installés sur le deuxième étage SII de la fusée Saturn V.
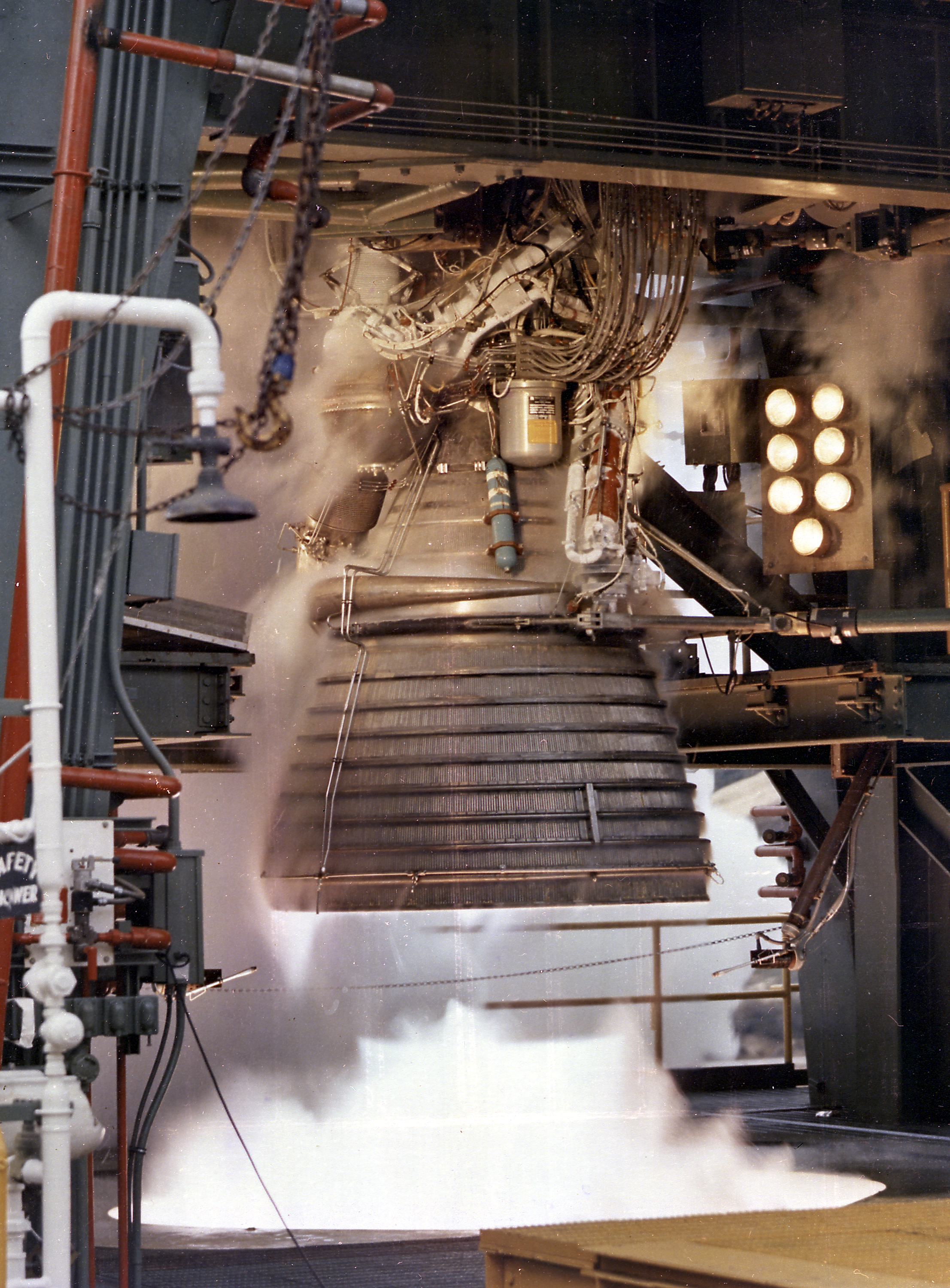
Test du moteur J-2.

## J-2X

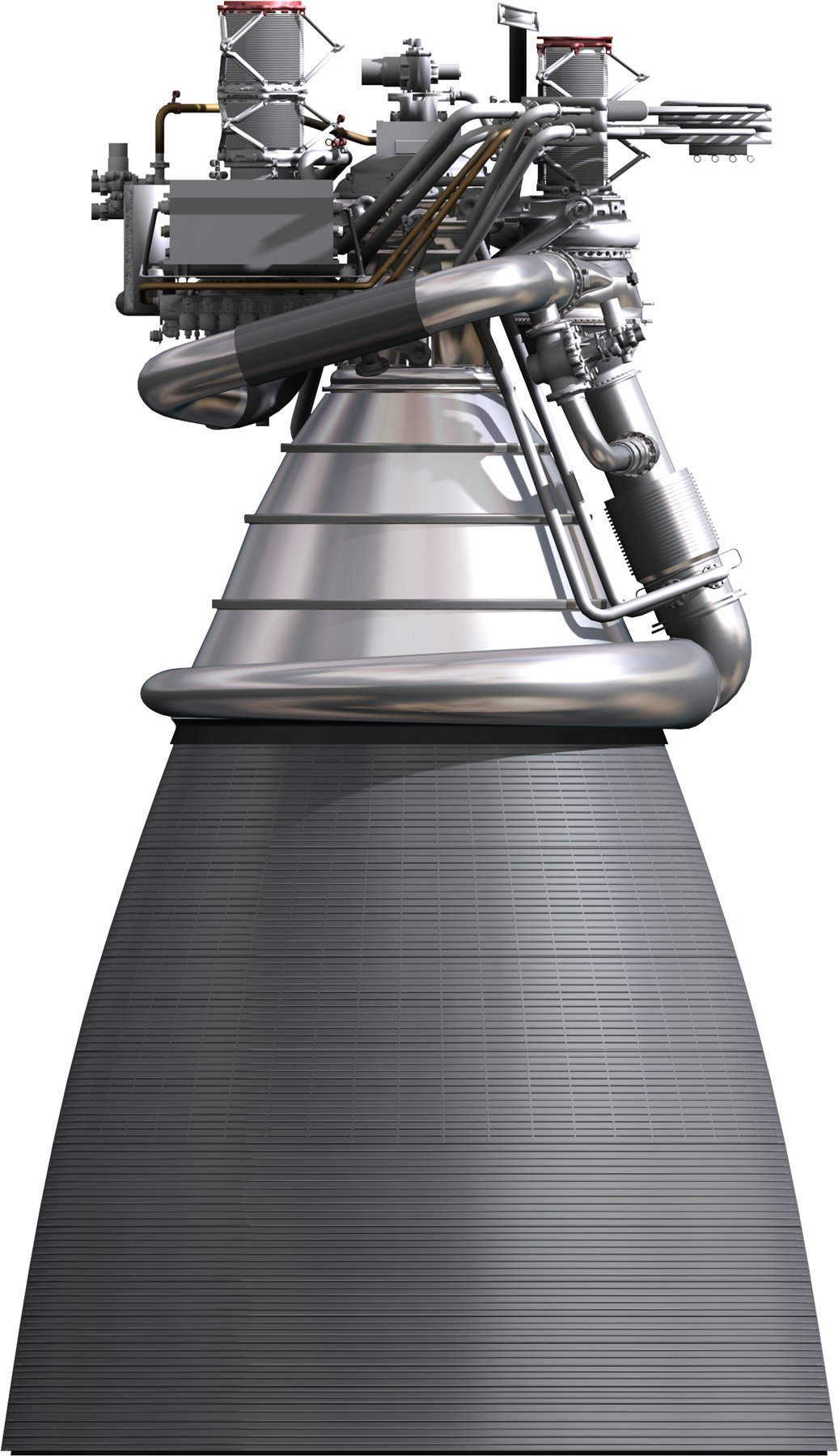
Concept du J-2X.

Une version simplifiée et plus puissante de ce moteur, nommée J-2X, a été développée pour les lanceurs Ares du programme Constellation, puis, après l'annulation de ce programme, pour le Space Launch System. Ce nouveau moteur développera une poussée de 130 tonnes pendant environ sept minutes.
Les premiers tests ont commencé fin 2007.

### Document de référence
- (en) NASA, « SATURN V News reference : J-2 engine  Fact Sheet », Centre de vol spatial Marshall, décembre 1968.